# إدوين هنري ماسون سميث
إدوين هنري ماسون سميث (بالإنجليزية: Edwin Henry Mason Smith)‏ هو صائغ ‏ نيوزلندي، ولد في 20 يوليو 1886 في بليموث في المملكة المتحدة، وتوفي في 15 أكتوبر 1971 في أوكلاند في نيوزيلندا.